# Qarqin
Qarqin är en distriktshuvudort i Afghanistan. Den ligger i distriktet Qarqin och provinsen Jowzjan, i den norra delen av landet, 400 kilometer nordväst om huvudstaden Kabul. Antalet invånare är cirka 15 000.